# Vic-le-Fesq
Vic-le-Fesq este o comună în departamentul Gard din sudul Franței. În 2009 avea o populație de 392 de locuitori.

## Evoluția populației
| An        | 1975 | 1982 | 1990 | 1999 | 2006 | 2009 |
| --------- | ---- | ---- | ---- | ---- | ---- | ---- |
| Populație | 231  | 209  | 250  | 295  | 331  | 392  |